# Chryzogon (Iwanowski)
Chryzogon, imię świeckie Fiodor Andriejewicz Iwanowski (ur. 28 października?/9 listopada 1875, zm. 8 lutego 1938) – rosyjski biskup prawosławny.
Był synem cerkiewnego psalmisty. W 1897 ukończył seminarium duchowne w Tambowie i został wyświęcony na diakona przez biskupa tambowskiego Aleksandra. Pracę duszpasterską podjął w cerkwi św. Mikołaja w Kałaży (gubernia tambowska). Równocześnie uczył w szkole parafialnej.
W 1900 przyjął święcenia kapłańskie i został przeniesiony do parafii św. Eliasza w Zaworoneskiej Słobodzie, gdzie również łączył działalność duszpasterską z pracą nauczyciela. W 1906 i 1909 był delegatem białego duchowieństwa na zjazdy eparchialne i dekanalne.
W 1915 rozpoczął studia w Moskiewskiej Akademii Duchownej, które ukończył w 1919.
Po uzyskaniu dyplomu wrócił do eparchii tambowskiej jako proboszcz parafii św. Jana Teologa w Syczewce, a następnie parafii Kazańskiej Ikony Matki Bożej w Panskiej Słobodzie.
W 1930 złożył wieczyste śluby mnisze, przyjmując imię Chryzogon. 31 grudnia tego samego roku został wyświęcony na biskupa jurjewsko-polskiego, wikariusza eparchii włodzimierskiej i suzdalskiej. W chirotonii jako konsekratorzy wzięli udział metropolita niżnonowogrodzki i arzamaski, zastępca locum tenens Patriarchatu Moskiewskiego Sergiusz, arcybiskup iwanowo-wozniesieński Paweł i biskup kołomieński Piotr. W kwietniu 1932 został przeniesiony na katedrę kinieszemską, jednak już w czerwcu tego samego roku wrócił do eparchii włodzimierskiej i suzdalskiej jako biskup jurjewski. W 1935 został wyznaczony do objęcia zarządu eparchii kurskiej, jednak odmówił przyjęcia urzędu i nigdy nie wyjechał do Kurska. Od 1937 do śmierci w roku następnym był biskupem włodzimierskim i suzdalskim.